# Sericoides piligera
Sericoides piligera är en skalbaggsart som beskrevs av Germain 1863. Sericoides piligera ingår i släktet Sericoides och familjen Melolonthidae. Inga underarter finns listade i Catalogue of Life.